# Jürgen Freiwald
Jürgen Freiwald (* 9. September 1940 in Husum; † 11. Februar 2014) war ein Volleyballspieler aus der DDR.
Freiwald gehörte ab 1967 zur DDR-Meistermannschaft des SC Leipzig und war bei sechs Titelgewinnen von 1967 bis 1972 dabei. Mit der DDR-Nationalmannschaft belegte er den vierten Platz bei den Olympischen Spielen 1968. 1969 gewann er den Volleyball World Cup und im Jahr darauf war er dabei, als die DDR-Auswahl bei der Weltmeisterschaft 1970 in Bulgarien der Titel gewann. Von der Weltmeistermannschaft gehörte nur Jürgen Kessel 1972 nicht mehr zum Olympiaaufgebot der DDR.
Im Gegensatz zu seinen Vereinskameraden beim SC Leipzig hat Freiwald nicht Sport studiert, sondern Gartenbau. Nach seiner sportlichen Karriere leitete er ein Unternehmen für Feinfrostgemüse.  